# Фредерік Коттьє
Фредерік Коттьє (фр. Frédéric Cottier, 5 лютого 1954) — французький вершник.
Бронзовий призер Олімпійських Ігор 1988 року в командному конкурі, учасник 1984 року.